# Louis de Bourbon (1608-1667)
Pour les articles homonymes, voir Louis de Bourbon.
Louis de Bourbon, 2e marquis de Malause (né le 18 mai 1608 et mort le 1er septembre 1667), seigneur de Gyonnet, Viane, la Case-Rocairol, la Janie, etc.

## Biographie
Né vers 1608 et mort le 1er septembre 1667 au palais d’Orléans à Paris, âgé de 59 ans et 3 mois. Cinquième fils d’Henri de Bourbon (1575-1647), il professa le calvinisme comme son père et son grand-père, Henri de Bourbon (1544-1611). Il conserva sa foi réformée lorsque son père devint catholique.
Il accompagna Gaston, duc d’Orléans et frère de Louis XIII, au siège de Gravelines en 1644.
Il fut condamné par la justice royale lors des grands jours d’Auvergne de 1665 pour usurpation de bénéfices ecclésiastiques :

« M. Le Peletier avoit informé contre lui sur ce qu’il jouissoit d’une cure depuis plusieurs années et qu’il employoit impunément les biens de l’église à ses usages particuliers (Il avait joui de la cure de Malause, bien qu’étant huguenot, sous le nom de Ferval). Quoiqu’il n’y eût aucun danger de se représenter, et que c’eût été un moyen fort aisé pour faire modérer ses restitutions, il prit le parti de la retraite, peut-être pour éviter le déshonneur, d’être prisonnier, peut-être aussi pour des raisons plus considérables qu’on ne sait pas. Ce bénéfice, qui étoit de mille écus de revenu, lui étoit d’une grande commodité et d’un grand secours pour ses affaires, et les charges en étoient si petites qu’à peine donnoit-il deux cents livres pour celui qui l’administroit. Quelques considérations que ces Messieurs eussent pour M. de Turenne, ils condamnèrent son parent à une aumône fort ample et une restitution de dix-huit mille francs. »

## Dans la littérature
- Louis de Bourbon, marquis de Malause, est le sujet d’une historiette de Tallemant des Réaux nommée « CCLXVI : Le vicomte de Lavedan, depuis le marquis de Malause »[4].

## Mariage et descendance
Marié le 23 avril 1638, en l’église Saint-Sulpice de Paris, à Charlotte de Kerveno, fille de François, marquis de Kerveno, en Bretagne, dont il eut :
1. Henri (1644, mort jeune) ;
2. Magdeleine (1644, morte jeune).

Marié en secondes noces à Henriette de Durfort, fille aînée de Guy Aldonce de Durfort, marquis de Duras, et de Marguerite de La Tour d’Auvergne-Bouillon (petite-nièce de Turenne), dont :
1. Guy-Henri de Bourbon (1654–1694), 3e marquis de Malause, seigneur de Gyonnet, Viane, la Case-Rocairol, la Janie, etc. ;
2. Armand de Bourbon (1655–1732), 4e marquis de Malause, seigneur de Gyonnet, Viane, la Case-Rocairol, la Janie, etc. ;
3. Louis de Bourbon (1657–1690) ;
4. Charlotte de Bourbon (1659–1732) ;
5. Henriette de Bourbon (1661–1668).